# Obersee (Königssee)

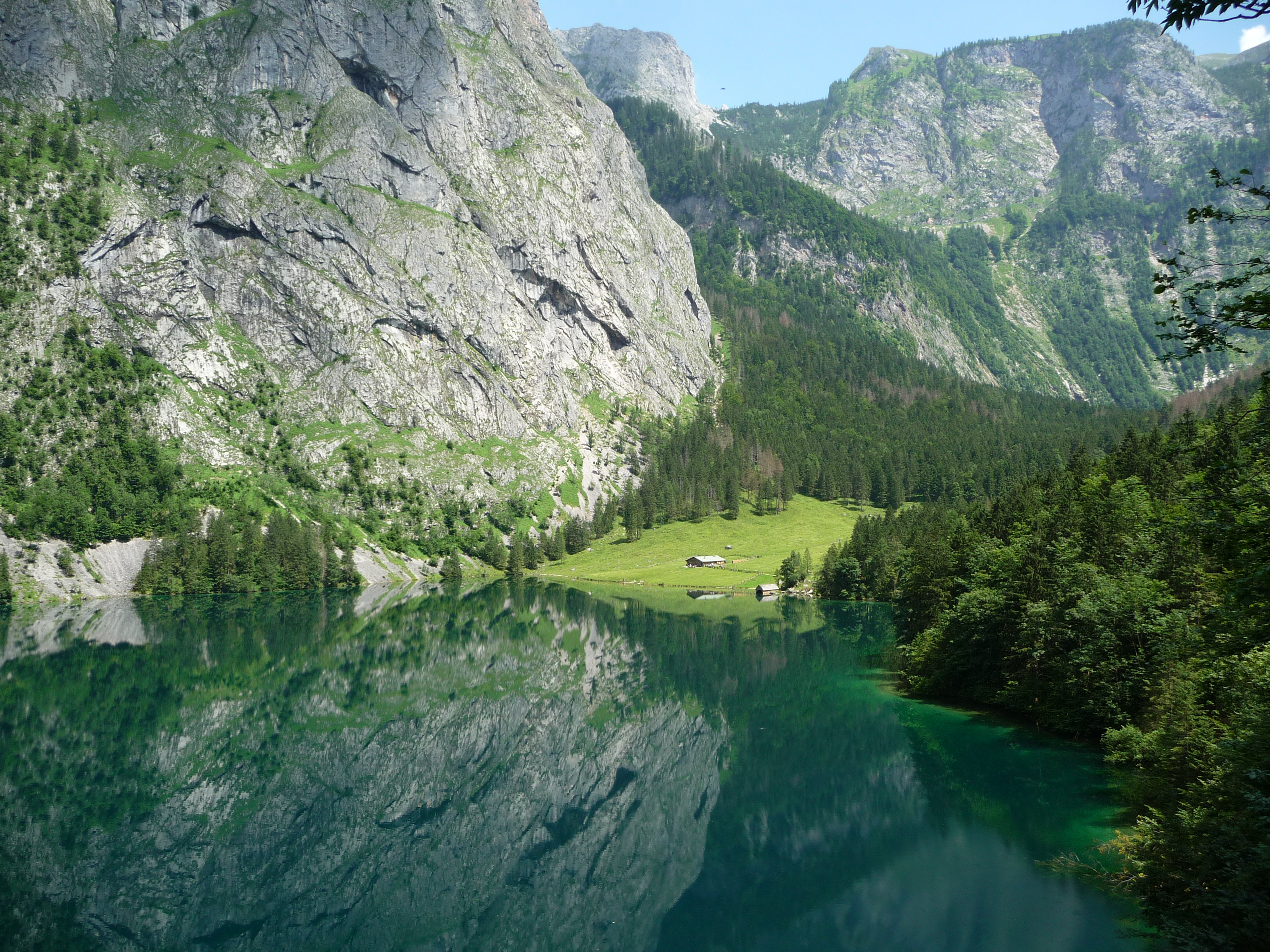
De Obersee met de Fischunkelalm

De Obersee is een natuurlijk bergmeer in de Berchtesgadener Alpen in het uiterste zuidoosten van de Duitse deelstaat Beieren.
De Obersee ligt op 613m boven de zeespiegel en heeft een oppervlakte van 57 hectare.
De diepte is gemiddeld 29,6 m, de maximale 51 m.
Het meer is ontstaan door de afdamming van het dal door een morenewal, aan de noordzijde, waar de Königssee zo'n 600 m verder begint. De Saletbach voert het water van de Obersee af naar de Königssee.
Aan de oost- en westzijde rijzen steile rotswanden op, terwijl aan de zuidzijde de zachte helling van de Fischunkelalm ligt die eindigt aan de 470 m hoge Röthwand met de Röthbachwaterval.
Sinds de oprichting van het Nationaal Park Berchtesgaden, waar de Obersee toe behoort, wordt het meer niet meer bevist.